# Nekrolog 1956
Nekrolog
◄◄
| ◄
| 1952
| 1953
| 1954
| 1955
| 1956 | 1957 | 1958 | 1959 | 1960 | ► | ►►
1. Quartal |
2. Quartal |
3. Quartal |
4. Quartal 
Weitere Ereignisse | Allgemeiner Nekrolog 1956
Die Beschreibung der verstorbenen Person sollte so kurz wie möglich gehalten sein und nur deren signifikante Tätigkeit(en) enthalten.
Neue Namen ggf. auch unter dem Geburts- und Sterbedatum, also etwa unter 1. Januar und im Geburts- und Sterbejahr (2024) eintragen (nur bei entsprechender großer Wichtigkeit). Für Beispiele siehe die schon vorhandenen Artikel.
Außerdem über die fünf zuletzt Verstorbenen, zu denen es einen ausreichend guten Artikel für eine Präsentation auf der Hauptseite gibt, nach der todesbedingten Überarbeitung der Artikel ggf. auch unter Wikipedia Diskussion:Hauptseite informieren und sie am besten auch in den anderen Wikipedia-Sprachversionen eintragen. Tipp: Regelmäßig bei news.google.de nach „ist tot“, „gestorben“ oder „verstorben“ suchen.
Wenn eine Person gestorben ist, gibt es viele Seiten zu dieser Person in der Wikipedia, die davon auch betroffen sind und entsprechend aktualisiert werden müssen. Beispiele: Namenübersichtsseite, Geburtsjahr, Geburtsort-Seiten und viele mehr.
Wie finde ich die betroffenen Seiten?
Im Suchfeld auf der linken Seite gibt man den Suchbegriff so ein: „Vorname Nachname“. Dann klickt man auf Volltext und alle Seiten mit entsprechendem Suchtext werden aufgerufen. Hier sieht man dann schnell, wo auch das Todesjahr Sinn macht oder sogar ein Teil des Artikels angepasst werden muss. Auch hilft das „Werkzeug“ auf der linken Seite sehr gut, um solche Seiten aufzufinden: „Links auf diese Seite“. Somit ist die Wikipedia wieder aktuell in allen Bereichen! Hinweis: bei Eintragung der Kategorie „Gestorben JAHR“ wird der Missbrauchsfilter 49 ausgelöst, was jedoch nicht schlimm ist. Siehe: Spezial:Missbrauchsfilter/49
Dies ist eine Liste von im Jahr 1956 verstorbenen bekannten Persönlichkeiten. Die Einträge erfolgen innerhalb der einzelnen Daten alphabetisch sortiert. Tiere sind im Nekrolog für Tiere zu finden.
Die Liste ist nach Quartalen aufgeteilt:
- Nekrolog 1. Quartal 1956: Januar, Februar und März
- Nekrolog 2. Quartal 1956: April, Mai und Juni
- Nekrolog 3. Quartal 1956: Juli, August und September
- Nekrolog 4. Quartal 1956: Oktober, November und Dezember

## Datum unbekannt
| Antonio Álvarez Lleras             | kolumbianischer Dramatiker                                                                  |  |
| Jean Badovici                      | rumänischstämmiger Architekt und Architekturkritiker                                        |  |
| Prabodh Chandra Bagchi             | indischer Indologe, Linguist und Sinologe                                                   |  |
| Ali Akbar Khan Bahman              | iranischer Diplomat und Politiker                                                           |  |
| Hugo Constantin Bartels            | deutscher Architekt der Moderne                                                             |  |
| François Baverey                   | französischer Erfinder und Unternehmer                                                      |  |
| Gertrud Birnbaum                   | deutsche Apothekerin                                                                        |  |
| Luise von Bodelschwingh            | Frau von Wilhelm von Bodelschwingh                                                          |  |
| Otto Böhme                         | deutscher Verwaltungsjurist                                                                 |  |
| Felipe Bojalil Gil                 | mexikanischer Sänger und Komponist                                                          |  |
| Nina Bojewa                        | russische bzw. sowjetische Astronomin                                                       |  |
| Grigori Issaakowitsch Broido       | sowjetischer Politiker                                                                      |  |
| Erich Carow                        | Clown                                                                                       |  |
| Oldřich Černý                      | tschechischer linksgerichteter Intellektueller                                              |  |
| Louis Clappier                     | französischer Publizist und Schriftsteller                                                  |  |
| George H. Clark                    | US-amerikanischer Sammler                                                                   |  |
| Franz Czisch                       | deutscher Politiker (CDU), Oberbürgermeister von Schwäbisch Gmünd sowie Jurist und Kaufmann |  |
| William Davies                     | uruguayischer Fußballspieler                                                                |  |
| Mordechai Dubin                    | lettischer Politiker, Mitglied der Saeima                                                   |  |
| Roger Dutilleul                    | französischer Industrieller und Kunstsammler                                                |  |
| Edmond Eggli                       | französischer Romanist und Literaturwissenschaftler, Professor in Liverpool                 |  |
| Leo Bernhard Eichhorn              | österreichischer Genre- und Historienmaler                                                  |  |
| Ludwig Enders                      | deutscher Gebrauchsgrafiker und Illustrator                                                 |  |
| Heinrich Fehrer                    | deutscher Unternehmer                                                                       |  |
| René Fernández                     | bolivianischer Fußballspieler                                                               |  |
| Ernst Joseph Friedmann             | deutscher Mediziner und Chemiker                                                            |  |
| Walter Fritzsche                   | deutscher Fußballspieler                                                                    |  |
| Franz Gaál                         | österreichischer Maler                                                                      |  |
| Emmanuel Gaillard                  | Schweizer Politiker (FDP)                                                                   |  |
| Jesús Galíndez                     | spanischer Politiker und Schriftsteller                                                     |  |
| Fritz Gerathewohl                  | deutscher Pädagoge und Rhetoriker                                                           |  |
| Alfred Götzl                       | deutsch-österreichischer Maschinenbauer                                                     |  |
| Marcel Griaule                     | französischer Ethnologe                                                                     |  |
| Chauncey H. Griffith               | US-amerikanischer Typograf                                                                  |  |
| Arthur Ernest Guedel               | US-amerikanischer Anästhesist                                                               |  |
| Karl Hagenauer                     | österreichischer Architekt, Kunsthandwerker und Designer                                    |  |
| Jan Haken                          | niederländischer Politiker (CPN)                                                            |  |
| Edgar Hed                          | israelisch-deutscher Architekt                                                              |  |
| Mathias Heinicke                   | böhmischer Geigenbauer                                                                      |  |
| Franz Hepp                         | deutscher Manager                                                                           |  |
| Max Herre                          | deutscher Musikschriftsteller                                                               |  |
| Raymond Thompson Hill              | US-amerikanischer Romanist, Provenzalist, Lusitanist und Mediävist                          |  |
| Rudolf Hofer                       | österreichischer Architekt                                                                  |  |
| George Horsfield                   | britischer Archäologe                                                                       |  |
| Konrad Huschke                     | deutscher Musikschriftsteller bzw                                                           |  |
| Francesco Illy                     | italienischer Unternehmer                                                                   |  |
| Julius Kaliski                     | deutscher Sozialdemokrat, Schriftsteller und Politiker jüdischer Abstammung                 |  |
| Albert Kasch                       | deutscher Volkswirt und Autor                                                               |  |
| Hugo Kauffmann                     | deutscher Chemiker                                                                          |  |
| Marcel Kleine                      | deutscher Bildhauer                                                                         |  |
| Ferdinand Kögl                     | österreichischer Musiker und Schriftsteller                                                 |  |
| Karl von Korff                     | deutscher Anatom und Histologe                                                              |  |
| Carl Lange                         | deutscher Maler                                                                             |  |
| Otto Langmann                      | deutscher Diplomat                                                                          |  |
| Arnold Leese                       | britischer faschistischer Politiker                                                         |  |
| André Lemierre                     | französischer Bakteriologe                                                                  |  |
| Arnold Lentzen                     | deutscher SA-Führer und NS-Funktionär                                                       |  |
| Hugo Leven                         | deutscher Designer                                                                          |  |
| Jakob Levitzki                     | israelischer Mathematiker                                                                   |  |
| Max Alwin Liebers                  | deutscher Mediziner                                                                         |  |
| Jan Ludyga-Laskowski               | polnischer Offizier und politischer Aktivist                                                |  |
| Machluto                           | armenischer General und Widerstandskämpfer während des Völkermordes an den Armeniern        |  |
| Magdalena la Malena                | Spanische Flamenco-Tänzerin                                                                 |  |
| Bror Meyer                         | schwedischer Eiskunstläufer                                                                 |  |
| Henryk Mückenbrunn                 | polnischer Skisportler                                                                      |  |
| Helen von Münchhofen               | dänische Schauspielerin                                                                     |  |
| Elsa Munscheid                     | deutsche Tier- und Landschaftsmalerin und Grafikerin                                        |  |
| Max Murray                         | australischer Schriftsteller                                                                |  |
| Giorgio Pàstina                    | italienischer Filmregisseur und Drehbuchautor                                               |  |
| Kurt Piepenschneider               | deutscher Architekt und Stadtbaudirektor der Stadt Braunschweig                             |  |
| Mário de Pimentel Brandão          | brasilianischer Diplomat und Politiker                                                      |  |
| Johannes Pinckert                  | deutscher Alttestlamentler, Semitist und Gymnasiallehrer                                    |  |
| Willy Planck                       | deutscher Maler und Grafiker                                                                |  |
| Mildred K. Pope                    | britische Romanistin                                                                        |  |
| Reinhold Puppel                    | deutscher Kunsthändler                                                                      |  |
| Hans Rehmstedt                     | deutscher Musiker und Orchesterleiter                                                       |  |
| Ernst Reichard                     | deutscher Jurist und Verwaltungsbeamter                                                     |  |
| Viktor Reichmann                   | deutscher Mediziner                                                                         |  |
| Richard Rohac                      | österreichischer Designer und Metallhandwerker                                              |  |
| Eugen Rosai                        | Clown, Zirkusartist, Dompteur und Zirkusunternehmer                                         |  |
| Dan Russo                          | US-amerikanischer Jazz-Violinist und Bigband-Leader                                         |  |
| Ahmed Saroit Bey                   | ägyptischer Diplomat                                                                        |  |
| Robert Schiess                     | Schweizer Maler                                                                             |  |
| Jean-Baptiste van Silfhout         | niederländischer Ruderer, Schwimmer und Wasserballspieler                                   |  |
| Nikolai Wladimirowitsch Sinesubow  | russischer Maler                                                                            |  |
| Percey F. Smith                    | US-amerikanischer Mathematiker                                                              |  |
| Weniamin Innokentjewitsch Sosin    | russischer Schachspieler und Theoretiker                                                    |  |
| Wilhelm Stadler                    | deutscher Industriemanager                                                                  |  |
| Wassili Petrowitsch Swjosdotschkin | russischer Holzschnitzer und Schreiner                                                      |  |
| Tahir Jalaluddin                   | islamischer Gelehrter und Reformer                                                          |  |
| Alfred H. Thiessen                 | US-amerikanischer Meteorologe                                                               |  |
| Thorstein H. H. Thoresen           | US-amerikanischer Politiker                                                                 |  |
| Eddie Tower                        | belgischer Jazzmusiker, Bandleader und Komponist                                            |  |
| Nikolaos Trikoupis                 | griechischer Offizier und Politiker, Olympiateilnehmer                                      |  |
| Justinas Vareikis                  | litauischer Buchträger und Soldat                                                           |  |
| Stan Vidrighin                     | Bürgermeister von Temeswar                                                                  |  |
| Fritz Vorländer                    | deutscher Verleger                                                                          |  |
| Katharina Wach                     | Tochter von Ernst von Mendelssohn-Bartholdy                                                 |  |
| Fritz Wildhagen                    | deutscher impressionistischer Maler und Autor                                               |  |
| Josef Wilhelm                      | Schweizer Turner                                                                            |  |
| Anna Wimmer                        | deutsche Unternehmerin                                                                      |  |
| Joseph Wyss                        | Schweizer Automobilunternehmer                                                              |  |
| Ella Young                         | irische Autorin, Theosophin und Freiheitskämpferin                                          |  |
| Wilhelm Zehle                      | deutscher Komponist und Dirigent                                                            |  |
| August Friedrich Zintl             | deutscher Maler und Grafiker                                                                |  |